# Cord L-29

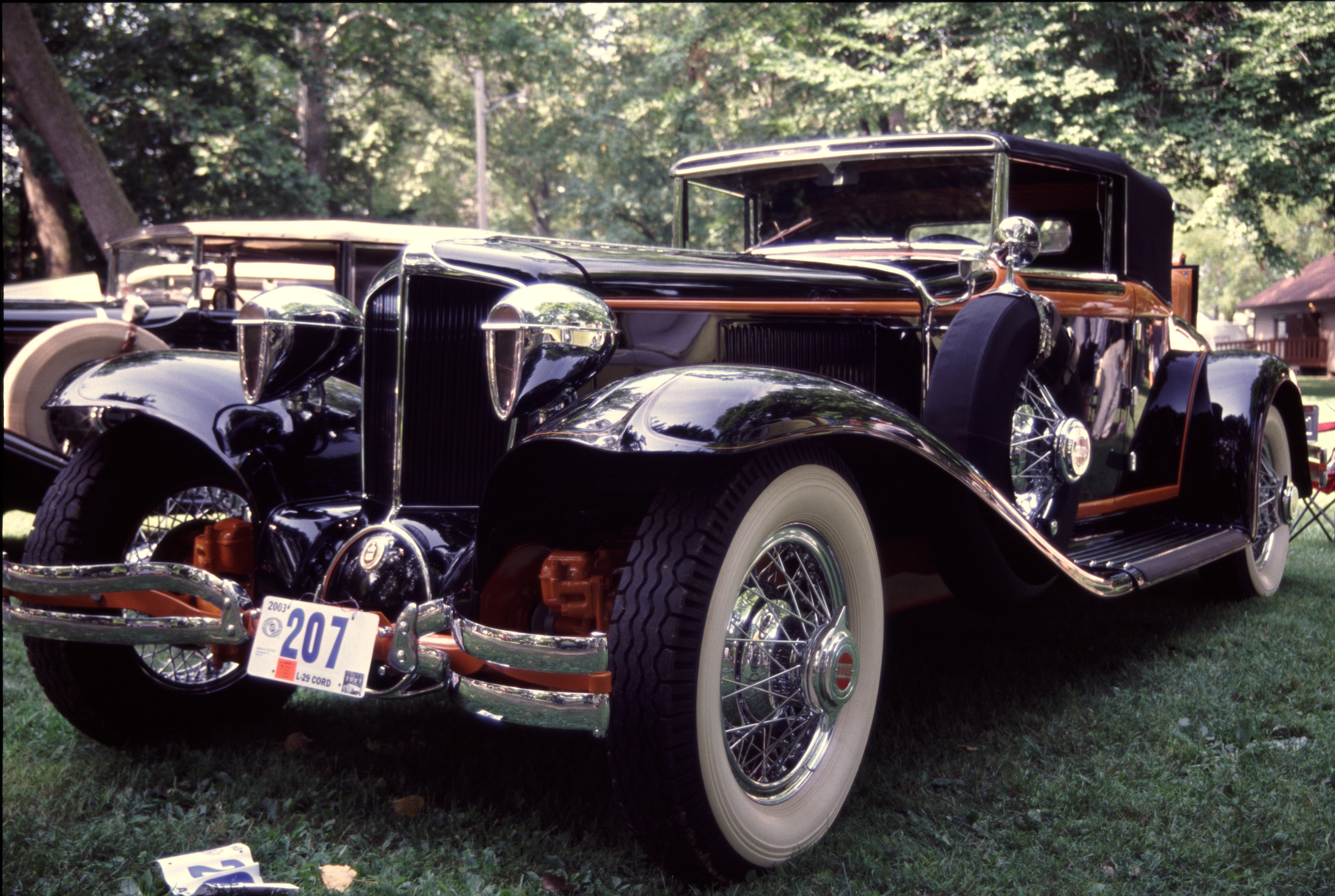
Cord L-29. Кабріолет. 1929

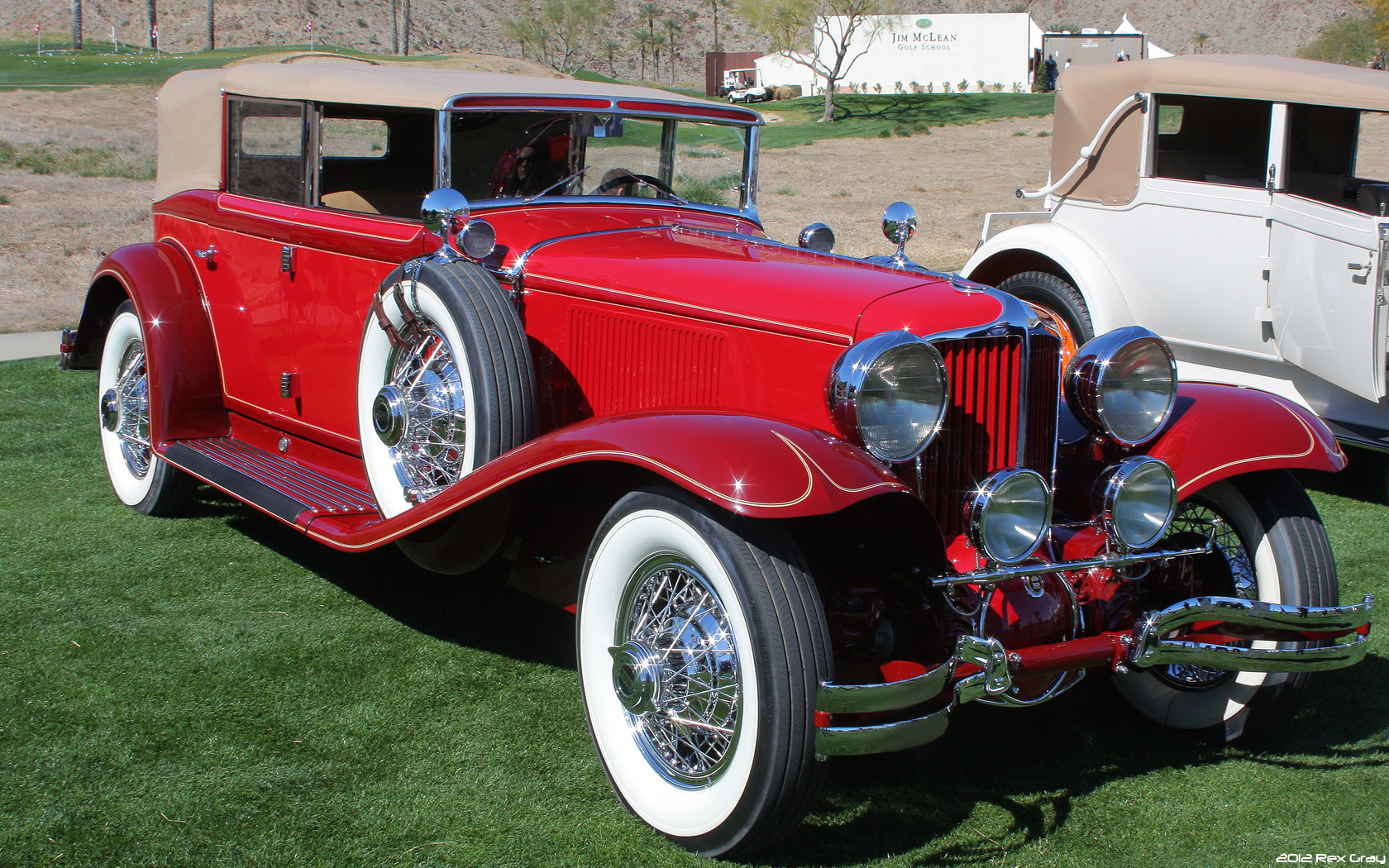
Cord L-29. Фаетон. 1930

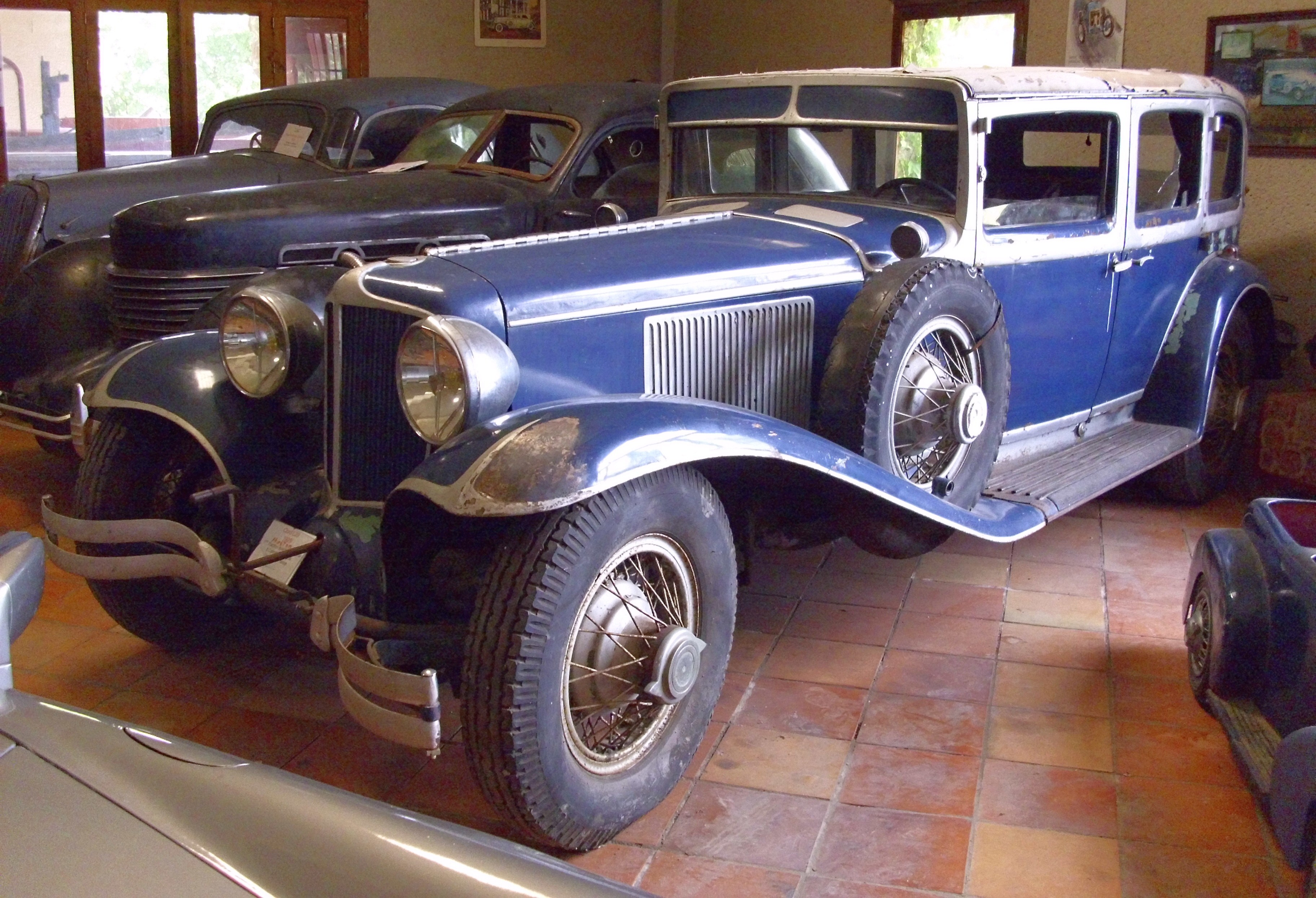
Cord L-29. Лімузин. 1929

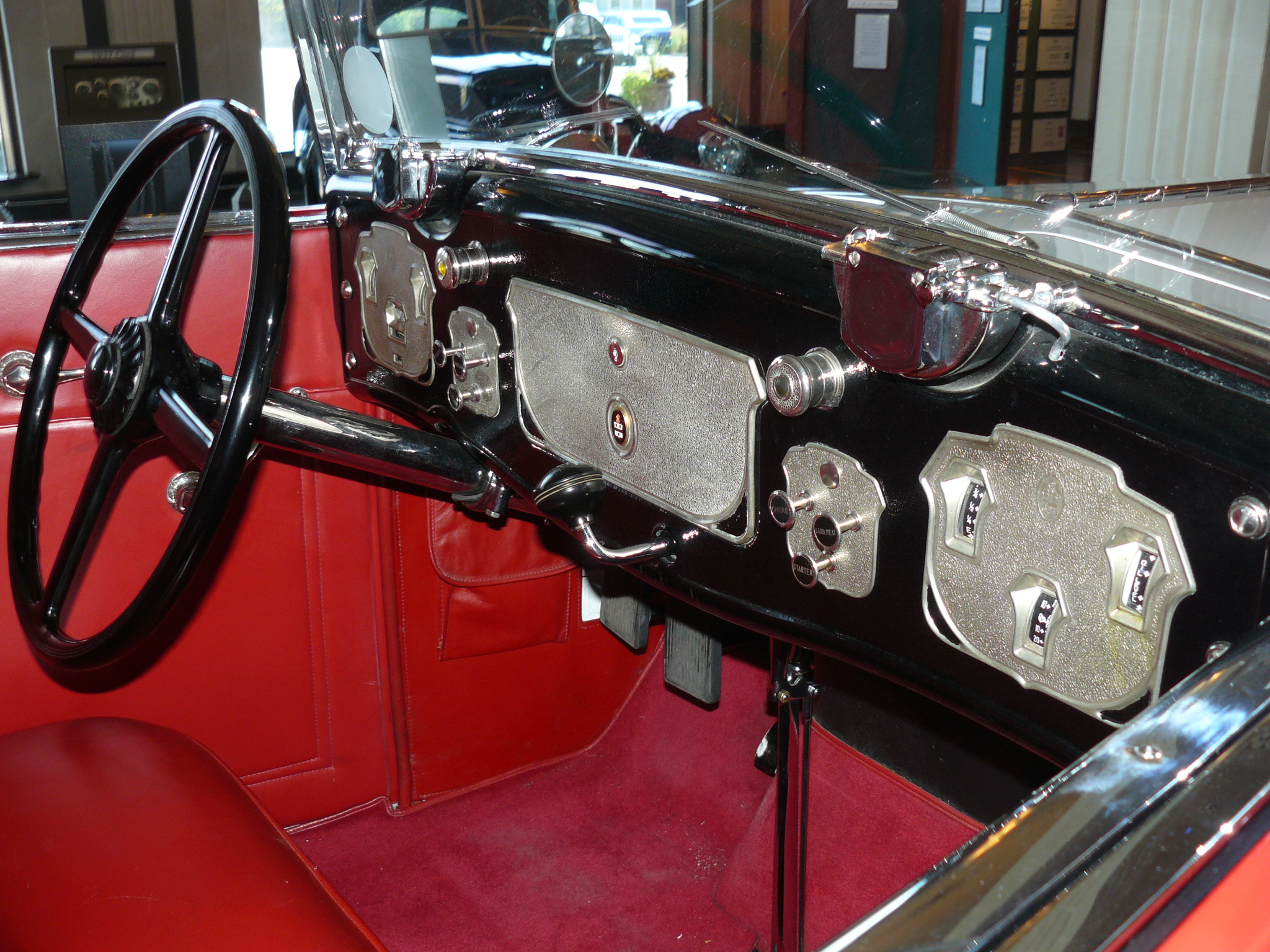
Панель приладів

Cord L-29 — перша у США передньоприводна модель компанії Cord.

## Історія
Еррет Лоббан Корд створював свій автомобільний холдинг Cord Corporation. Він придбав 1928 компанії Auburn Automobile Company, Duesenberg, виробника моторів Lycoming та заклав 1929 компанію Cord automobile. Дюзенбергу належало випускати найдорожчі моделі, Аубурну середні моделі вищого рівня, а Cord повинен був виробляти моделі проміжного між ними класу.
Під керівництвом Карла Ван Ранста (англ. Carl Van Ranst) розробили конструкцію першого у США передньоприводного автомобіля з 8-циліндровим мотором Lycoming, що дозволило понизити на 25 см його висоту завдяки відсутності карданного вала. Розробки велись з врахування досвіду гоночних машин з Індіанаполіс 500 і водій Гаррі А. Міллер (англ. Harry A. Miller) виступав консультантом. Мотор, коробка передач, зчеплення були об'єднані в один блок. Мотор з радіатором розміщувався за передньою віссю, через що дизайнер холдингу Корд Алан Лімі (англ. Al Leamy) спроектував кузов з незвично довгим капотом при низькій лінії даху. Фари, ручки дверей, панель приладів виконали у стилі ар-деко. До проектування кузовів залучався Жан Савчук та Олексій Сахновський. Випуск в серію Cord L-29 у серпні 1929 випередив на два місяці обвал акцій початку Великої депресії. Він був конкурентом моделям компаній Marmon, Lincoln, Packard, Franklin, Stutz. Його форму радіатора запозичили у моделі 1930 Chrysler Imperial. Випускався з кузовами лімузин, седан (по 3095 доларів), кабріолет, купе (по 3295 доларів). На сьогодні збереглось 8 машин Cord L-29.

## Технічні дані Cord L-29
|                    |                            |
| Розміри            | Параметри                  |
| Роки випуску:      | 1929-1932                  |
| Колісна база :     | 3490 мм                    |
| Довжина:           | мм                         |
| Ширина             | мм                         |
| Виготовлено:       | 4400 екземплярів           |
| Маса порожнього:   | 2100 кг                    |
| Мотор              | 1×8-циліндровий рядний     |
| Потужність мотора: | 125 к.с. при 3600 об/хв    |
| Об'єм мотора       | 4934 см³                   |
| Трансмісія:        | КП 3-ступінчаста механічна |
| Швидкість:         | 130 км/год.                |
| Витрата пального:  |                            |